# Mestreechs Blont
Mestreechs Blont was een van oorsprong Maastrichts bier, dat in de zeventiende eeuw in die stad werd gebrouwen. Vanaf 2000 wordt of werd een gelijknamig Nederlands bier volgens het historische recept gebrouwen.

## Geschiedenis
In het Rijksarchief van Maastricht werd een op 9 november 1674 opgetekend bierrecept gevonden. Het recept was voor een bier op basis van een zeventiental kruiden, cerevisia medicata familiaris genaamd. De kruiden zijn: absint of alsem, angelica, anijs, duizendguldenkruid, galant, gezegend distelkruid, jeneverbes, kalmoes, kaneel, koriander, kruidnagel, marjolein, nootmuskaat, sinaasappel- of citroenschillen en venkel. 
Aan de hand van dit recept werd tussen 2000 en 2002 door Den Engel Bierbrouwers het bier Mestreechs Blont gebrouwen, waarbij echter twee kruiden uit het oorspronkelijke recept achterwege werden gelaten. In 2002 werd de receptuur overgedragen aan brouwerijhuurder "De Keyzer", die het bier vermoedelijk tot 2016 bij een Belgische brouwerij liet brouwen. Het is niet bekend of het bier na het faillissement van De Keyzer in 2016 nog is blijven bestaan.

## Het bier
Mestreechs Blont is/was een blond hooggistend bier met een alcoholpercentage van 5%. Het bier was niet gepasteuriseerd, ongefilterd en hergist in de fles. Bijzonder was het gebruik van de vele kruiden bij de ingrediënten. Zo wordt onder meer duizendguldenkruid toegevoegd, dat vroeger wel meer gebruikt werd bij bieren. Het zorgt voor een bittere smaak.